# Трояк (танець)
Трояк — польський народний танець, де чоловік танцює з двома жінками. У кожному регіоні були свої особливості.
Найбільш відомим вважається трояк Шльонський (Trojak śląski «силезький трояк»). Веселий і жартівливий танок виконується трійками: хлопець з двома дівчатами. Складається він з двох частин — повільної (музичний розмір 3/4) і швидкої веселої (музичний розмір 2/4). У першій частині юнак урочисто водить дівчат по колу, а в другій частині дівчата швидко кружляють під ляскання хлопців, а потім, коли юнак кружляє в танці по черзі з однієї з дівчат, друга, танцюючи, оббігає їх. До кінця другої частини виконавці в трійках знову беруться за руки.